# أندي براونريغ
أندي براونريغ (بالإنجليزية: Andy Brownrigg)‏ هو لاعب كرة قدم بريطاني في مركز الدفاع، ولد في 2 أغسطس 1976 في Chapeltown, South Yorkshire ‏ في المملكة المتحدة. لعب مع كيدرمينستر هاريرز ونادي روذرهام يونايتد ونادي ستاليبريدج سيلتيك ونادي سكاربورو ونادي شيفيلد ونادي غرينوك مورتون ونادي كيترينغ تاون ونادي هارتلبول يونايتد ونادي هدنسفورد تاون ونادي هيرفورد ونورثويتش فيكتوريا ونورويتش سيتي ويوفل تاون.

## وصلات خارجية
- أندي براونريغ على موقع Soccerbase.com (لاعب) (الإنجليزية)